# Sepp Piontek
Josef "Sepp" Piontek (ur. 5 marca 1940 we Wrocławiu) – niemiecki piłkarz i trener piłkarski. Selekcjoner m.in. reprezentacji Danii i Turcji.

## Kariera piłkarska
Sepp Piontek karierę rozpoczął w VfL Germania Leer. Następnie w latach 1960–1972 reprezentował barwy Werderu Brema, w barwach którego w Bundeslidze wystąpił w 203 meczach i strzelił 15 goli oraz zdobył mistrzostwo Niemiec w sezonie 1964/1965 i Puchar Niemiec w edycji 1960/1961.

## Kariera reprezentacyjna
W reprezentacji RFN od 1965 do 1966 roku rozegrał 6 meczów.

## Kariera szkoleniowa
Sepp Piontek karierę trenerską rozpoczął w 1971 roku będąc grającym trenerem Werderu Brema, którego był do 1975 roku. Następnie był trenerem: Fortuny Düsseldorf (1975–1976), reprezentacji Haiti (1976–1978) i FC St. Pauli (1978–1979), ale nie odniósł z nimi większych sukcesów.
Pod koniec 1979 roku został trenerem drużyny Danii, z której wówczas z europejskiego outsidera uczynił jedną z czołowych drużyn Europy. W ciągu dziesięciu lat pracy z tą reprezentacją, Piontek wprowadził nowe wzorce szkoleniowe, znacznie zmienił mentalność piłkarzy i w efekcie stworzył jeden z najskuteczniej i najefektowniej grających zespołów lat 80. Zaliczył z tym zespołem udane występy na Mistrzostwach Europy 1984 oraz Mistrzostwach Świata 1986. Trenował reprezentację do 1990 roku. Jego następcą został asystent Piontka od 1982 roku - Richard Møller-Nielsen.
W latach 1990–1993 był selekcjonerem reprezentacji Turcji. Mimo iż nie awansował z nią do żadnego turnieju, to podobnie, jak w drużyny Danii, zbudował fundamenty pod późniejsze sukcesy drużyny narodowej. Kiedy odchodził, na swojego następcę wyznaczył asystenta Fatiha Terima, który w 1996 roku jako pierwszy w historii awansował z reprezentacją do Euro 1996 w Anglii.
Następnie Piontek trenował zespoły: turecki Bursaspor (1993), duński Aalborg BK (1995–1996) i Silkeborg IF (1997–1999), a w latach 2000–2002 i w 2004 był selekcjonerem reprezentacji Grenlandii.

## Sukcesy

### Piłkarz
- Mistrzostwo Niemiec: 1965 z Werderem Brema
- Wicemistrzostwo Niemiec: 1968 z Werderem Brema
- Puchar Niemiec: 1961 z Werderem Brema

### Trener
- III/IV miejsce mistrzostw Europy: 1984 z reprezentacją Danii
- 1/8 finału mistrzostw świata: 1986 z reprezentacją Danii